# Marne (Italija)
Marne (v bergamskem narečju Màren), je italijansko naselje v deželi Lombardija, pokrajini Bergamo, v občini Filago 

## Rojeni v Marnah
- Maurizio Malvestiti, (*1953) rimskokatoliški duhovnik, škof  škofije Lodi

## Arhitektura
- Cerkev sv. Jerneja (San Bartolomeo), 12. stoletje